# Ferdinand Ernst Gabriel von Waldstein
Il conte Ferdinand Ernst Gabriel von Waldstein (Vienna, 24 marzo 1762 – Vienna, 26 maggio 1823) è stato un mecenate tedesco.

Stemma dei conti von Waldstein

Fu membro della famiglia Waldstein e uno dei primi mecenati di Ludwig van Beethoven. Tra i ruoli politici e militari ricoperti ci furono quelli di geheimrat di Bonn, tenente generale dell'esercito britannico e komtur dell'Ordine teutonico.

## Biografia
Figlio del conte Emanuel Philibert von Waldstein-Wartenberg, entrò a far parte dell'Ordine teutonico nel 1787, divenendo novizio dell'ordine ad Ellingen. Divenne cavaliere dell'ordine grazie al Gran Maestro Massimiliano d'Asburgo-Lorena il 17 giugno 1788.
Vivendo a Bonn fin dal 1788, Ferdinand fu ammesso a corte del Principe elettore di Colonia. Un anno dopo divenne "consigliere privato" dell'ordine teutonico e membro del suo Staatskonferenz a Bonn. Nel 1791, riceve dal principe una proprietà a Godesberg, diventando più tardi membro del landstandschaft di Colonia. Dal 1788 al 1792 Ferdinand fu inviato in numerose missioni diplomatiche. Massone già a Ratisbona nel 1782 , fu membro di una loggia romana formata da una decina di stranieri -in maggioranza tedeschi- che soggiornavano a Roma, di cui fu fondatore e maestro venerabile Friederich Münter. Nel In 1792 ricevette il komtur dell'ordine teutonico a Virnsberg, nel Deutschordensballei Franken. All'inizio del 1794 faceva parte dell'entourage dell'elettore che fu mandata in missione presso i francesi a Vienna.
A Bonn notò il giovane Ludwig van Beethoven, e ne divenne uno dei primi mecenati. Fu lui a raccomandarlo a Franz Joseph Haydn nel 1792. Le parole che disse a Beethoven in occasione della partenza di quest'ultimo per Vienna nel novembre 1792 sono famose:
Beethoven gli dedicò la Sonata n. 21 in Do maggiore, Op. 53.
Fu ossessionato dall'idea di sconfiggere l'esercito di Napoleone Bonaparte e spese tutti i suoi soldi nel tentativo di organizzare un esercito. Il 3 giugno 1795 Ferdinand firmò un contratto con l'Inghilterra riguardo alla creazione del "reggimento Mergentheim". A partire dal 1796 visse a Londra. Il 23 luglio 1797 l'elettore scrisse: "Per oltre un anno né l'ordine né i suoi creditori hanno saputo nulla di Ferdinand von Waldstein, gli auguro molto denaro ed intelligenza". È dimostrato che Ferdinand si recò occasionalmente col proprio reggimento in India occidentale. Nel 1807 lasciò l'esercito britannico.
Dal 1809 Ferdinand visse a Vienna o nelle sue proprietà in Boemia. Si ritirò dall'ordine teutonico nel 1811. Il 9 maggio 1812 Ferdinand sposò la contessa Isabella Rzewuska. Si impoverì dopo sfortunate transazioni economiche, e morì nel 1823 a Vienna.

## Ascendenza
|                                                    |                                 |                                           | Genitori                                          |  |  | Nonni |  |  | Bisnonni                   |  |  | Trisnonni                  |  |
|                                                    |                                 |                                           |                                                   |  |  |       |  |  | Franz Joseph von Waldstein |  |  | Ernst Joseph von Waldstein |  |
|                                                    |                                 |                                           |                                                   |  |  |       |  |  | Franz Joseph von Waldstein |  |  | Ernst Joseph von Waldstein |  |
|                                                    |                                 | Maria Anna Kokorzowa                      |                                                   |  |  |       |  |  | Franz Joseph von Waldstein |  |  |                            |  |
| Joseph von Waldstein-Wartenberg                    |                                 |                                           |                                                   |  |  |       |  |  | Franz Joseph von Waldstein |  |  |                            |  |
|                                                    |                                 | Maria Czernin von Chudenitz               | Hermann Jakob Czernin von Chudenitz               |  |  |       |  |  |                            |  |  |                            |  |
|                                                    |                                 | Maria Czernin von Chudenitz               | Hermann Jakob Czernin von Chudenitz               |  |  |       |  |  |                            |  |  |                            |  |
|                                                    |                                 | Maria Czernin von Chudenitz               | Maria Josepha Slawata                             |  |  |       |  |  |                            |  |  |                            |  |
| Emanuel Philibert von Waldstein-Wartenberg         |                                 | Maria Czernin von Chudenitz               |                                                   |  |  |       |  |  |                            |  |  |                            |  |
|                                                    |                                 | …                                         | …                                                 |  |  |       |  |  |                            |  |  |                            |  |
|                                                    |                                 | …                                         | …                                                 |  |  |       |  |  |                            |  |  |                            |  |
|                                                    |                                 | …                                         | …                                                 |  |  |       |  |  |                            |  |  |                            |  |
| Maria Josepha von und zu Trauttmansdorff-Weinsberg |                                 | …                                         |                                                   |  |  |       |  |  |                            |  |  |                            |  |
|                                                    |                                 | …                                         | …                                                 |  |  |       |  |  |                            |  |  |                            |  |
|                                                    |                                 | …                                         | …                                                 |  |  |       |  |  |                            |  |  |                            |  |
|                                                    |                                 | …                                         | …                                                 |  |  |       |  |  |                            |  |  |                            |  |
| Ferdinand Ernst Gabriel von Waldstein              |                                 | …                                         |                                                   |  |  |       |  |  |                            |  |  |                            |  |
|                                                    | Flippo Erasmo del Liechtenstein | Hartmann III del Liechtenstein            |                                                   |  |  |       |  |  |                            |  |  |                            |  |
|                                                    | Flippo Erasmo del Liechtenstein | Hartmann III del Liechtenstein            |                                                   |  |  |       |  |  |                            |  |  |                            |  |
|                                                    | Flippo Erasmo del Liechtenstein | Sidonia Elisabetta di Salm-Reifferscheidt |                                                   |  |  |       |  |  |                            |  |  |                            |  |
| Emanuele del Liechtenstein                         | Flippo Erasmo del Liechtenstein |                                           |                                                   |  |  |       |  |  |                            |  |  |                            |  |
|                                                    |                                 | Cristina di Löwenstein-Wertheim-Rochefort | Ferdinando Carlo di Löwenstein-Wertheim-Rochefort |  |  |       |  |  |                            |  |  |                            |  |
|                                                    |                                 | Cristina di Löwenstein-Wertheim-Rochefort | Ferdinando Carlo di Löwenstein-Wertheim-Rochefort |  |  |       |  |  |                            |  |  |                            |  |
|                                                    |                                 | Cristina di Löwenstein-Wertheim-Rochefort | Anna Maria di Fürstenberg                         |  |  |       |  |  |                            |  |  |                            |  |
| Maria Anna Teresa del Liechtenstein                |                                 | Cristina di Löwenstein-Wertheim-Rochefort |                                                   |  |  |       |  |  |                            |  |  |                            |  |
|                                                    |                                 | Carlo Ludovico di Dietrichstein           | Francesco Adamo di Dietrichstein-Hollenburg       |  |  |       |  |  |                            |  |  |                            |  |
|                                                    |                                 | Carlo Ludovico di Dietrichstein           | Francesco Adamo di Dietrichstein-Hollenburg       |  |  |       |  |  |                            |  |  |                            |  |
|                                                    |                                 | Carlo Ludovico di Dietrichstein           | Maria Cecilia di Trauttmansdorff                  |  |  |       |  |  |                            |  |  |                            |  |
| Antonia di Dietrichstein-Weichselstädt             |                                 | Carlo Ludovico di Dietrichstein           |                                                   |  |  |       |  |  |                            |  |  |                            |  |
|                                                    |                                 | Maria Teresa Anna di Trauttmansdorff      | Giorgio Sigismondo di Trauttmansdorff             |  |  |       |  |  |                            |  |  |                            |  |
|                                                    |                                 | Maria Teresa Anna di Trauttmansdorff      | Giorgio Sigismondo di Trauttmansdorff             |  |  |       |  |  |                            |  |  |                            |  |
|                                                    |                                 | Maria Teresa Anna di Trauttmansdorff      | Renata di Wildenstein                             |  |  |       |  |  |                            |  |  |                            |  |
|                                                    |                                 | Maria Teresa Anna di Trauttmansdorff      |                                                   |  |  |       |  |  |                            |  |  |                            |  |